# Jueves

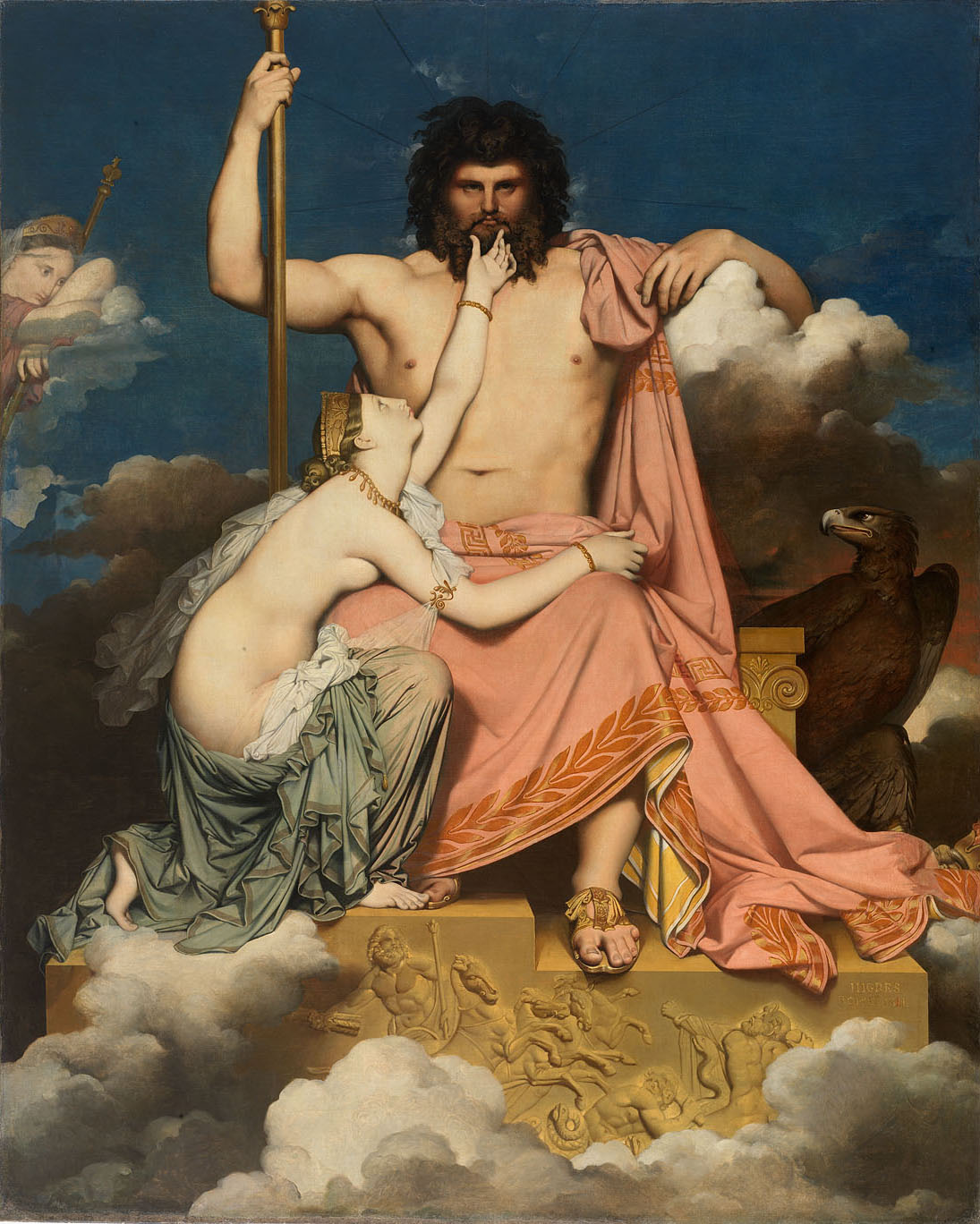
Júpiter y Tetis, óleo de Dominique Ingres, 1811.

Thor luchando contra los Gigantes. Óleo de Mårten Eskil Winge (1872).

El jueves es el cuarto día de la semana según el calendario gregoriano (siendo el primero el lunes), y el quinto para las culturas que consideran el domingo el primer día de la semana. Sigue al miércoles y precede al viernes. El nombre de «jueves» proviene del latín dies Iovis que significa «día de Júpiter».

## En otros idiomas
Estos son algunos de los nombres que recibe el jueves en distintos idiomas:
| Idioma                                                                                | Nombre | Etimología                                                      |
| ------------------------------------------------------------------------------------- | --- | --------------------------------------------------------------- |
| español latín catalán francés gallego italiano rumano asturiano aragonés tagalo       | jueves dies Iovis dijous jeudi xoves giovedì joi xueves chueus Huwebes                                                                  | día de Júpiter                                                  |
| inglés sueco finés                                                                    | Thursday Torsdag torstai | día de Thor                                                     |
| alemán neerlandés                                                                     | Donnerstag donderdag | día del trueno (En alemán el dios Thor también se llama Donar.) |
| quechua                                                                               | illapachaw | día del rayo                                                    |
| euskera                                                                               | osteguna, eguena | día de Ortzi/Ost                                                |
| japonés coreano                                                                       | 木曜日 (mokuyōbi) 목요일(mogyoil) | día del árbol                                                   |
| portugués gallego latín eclesiástico griego moderno hebreo árabe persa turco islandés | quinta-feira quinta feira feria quinta Πέμπτη (pempti) יום חמישי (yom hamīš) الخَمِيس (al-jamīs) پنج‌شنبه (panŷšanbé) perşembe fimmtudagur | quinto día de la semana                                         |
| chino ruso esloveno polaco checo ucraniano húngaro                                    | 星期四 (xīng qī sì) Четверг (chetverg) četrtek czwartek čtvrtek Четвер (chetver) csütörtök                                              | cuarto día de la semana                                         |
| náhuatl                                                                               | tezcatlipotōnal | día de Tezcatlipoca                                             |

## Refranes para el jueves
- Tres jueves al año relucen más que el Sol: Jueves Santo, Corpus Christi y Día de la Ascensión.

## Otros datos
- Según una antigua costumbre de la Iglesia católica, este día está dedicado a venerar a la Eucaristía.[1]
- Cualquier mes que comience en jueves tendrá un martes 13.